# Алипий (Хотовицкий)
Архиепи́скоп Али́пий (в миру Анто́ний Анто́нович Хотови́цкий; 17 ноября 1901, село Доросини, Волынская губерния — 30 мая 1977, Одесса) — епископ Русской православной церкви, архиепископ Винницкий и Брацлавский.

## Биография
Родился 17 ноября 1901 года в селе Доросини, Волынской губернии, в семье священника. Правнук медика Степана Хотовицкого.
Окончил Мациевское духовное училище, учился в Волынской духовной семинарии, после закрытия которой перешел во вновь организованное Житомирское пастырское училище.
В 1922 году рукоположён в сан диакона и священника епископом Волынским Аверкием и служил на приходах Житомирской епархии (советская Украина).
С 1937 года находился на гражданской службе. Вернулся к священнослужению в условиях оккупации.
С 1941 года — благочинный Житомирского округа.
С 1947 года — настоятель Никольского собора в Бердичеве и благочинный округа.
С 1955 года — настоятель Михайловской церкви в Житомире, затем епархиальный ревизором и секретарь архиепископа Житомирского.
21 февраля 1958 года определён епископом Полтавским и Кременчугским, с хиротонией в г. Киеве. 10 июня 1958 года пострижен в монашество в Киево-Печерской лавре и 11 июня года возведён в сан архимандрита.
15 июня 1958 года хиротонисан во епископа Полтавского и Кременчугского. Хиротония была совершена в Харькове, очевидно, из-за болезни Экзарха Украины митрополита Киевского Иоанна (Соколова). В ней участвовали архиепископы Харьковский Стефан (Проценко), Днепропетровский Гурий (Егоров), Черниговский Андрей (Сухенко) и епископ Кировоградский Иннокентий (Леоферов).
С 23 ноября 1960 года по 16 марта 1961 года временно управлял Харьковской епархией.
С 19 июля по 14 ноября 1961 года временно управлял Симферопольской епархией.
С 14 августа по 14 ноября 1961 года — епископ Днепропетровский и Запорожский.
В связи с тем, что митрополит Ленинградский и Ладожский Гурий (Егоров) подал прошение о переводе его в Крым, 14 ноября 1961 года возвращен на Полтавскую кафедру.
С 30 марта 1964 года — епископ Винницкий и Брацлавский.
24 апреля 1966 году возведён в сан архиепископа и назначен временно управляющим Киевской епархией. 14 мая освобождён от временного управления Киевской епархией.
11 ноября 1975 года уволен на покой по болезни с назначением архиерейской пенсии. Местом жительства определён Одесский Успенский мужской монастырь.
В 1976 году здоровье Владыки Алипия ухудшилось, он ослеп и был прикован к постели.
Скончался 30 мая 1977 года. Отпевание 1 июня совершил митрополит Одесский и Херсонский Сергий (Петров). Погребен на монастырском кладбище Одесского Успенского монастыря.

## Сочинения
- Речь при наречении во епископа Полтавского // Журнал Московской Патриархии. 1958. — № 8. — С. 13-14.
- Архиепископ Симон [Ивановский] (некролог) // Журнал Московской Патриархии. 1966. — № 5. — С. 21-23.
- Митрополит Киевский и Галицкий Иоасаф [Лелюхин], Экзарх Украины (некролог) // Журнал Московской Патриархии. 1966. — № 6. — С. 27-29.